# 小行星23455
小行星23455（23455 Fumi）是一颗绕太阳运转的小行星，为主小行星带小行星。该小行星于1988年12月5日发现。

## 轨道参数
小行星23455的轨道半长轴为2.9918372 UA，离心率为0.09。